# Vasile Avram

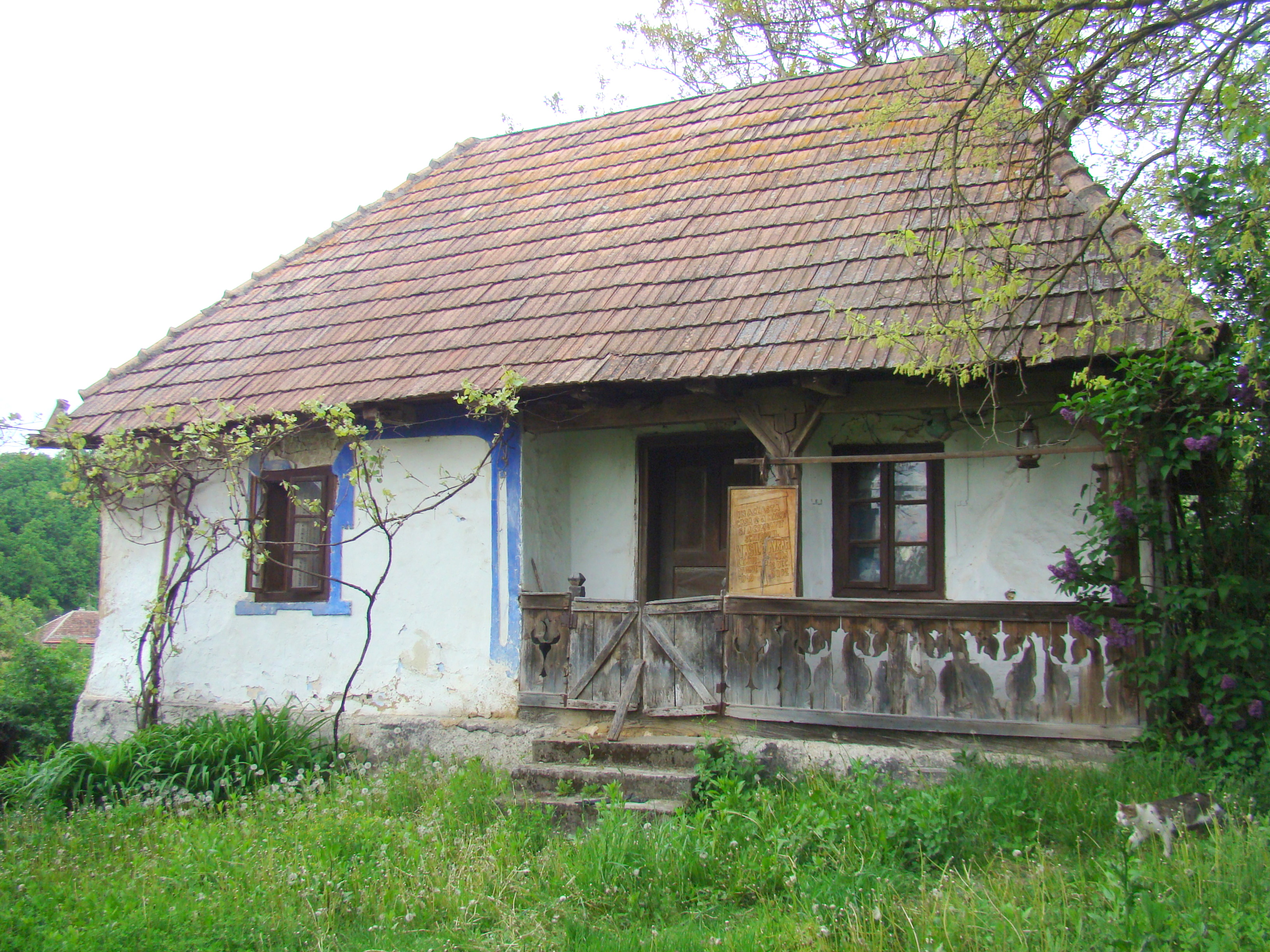
Vasile Avram-emlékház Leményben

Vasile Avram (Lemény, 1940. június 17. – Füzesmikola, 2002. december 12.) román író.

## Élete
A középiskolát Kolozsváron végezte, majd 1962-1967 között két évet a Temesvári Egyetemen, 3 évet a kolozsvári Babeș–Bolyai Tudományegyetemen tanult bölcsészettudományt. 1967-1968 között román- és franciatanár lett Brassóban. Ezután főszerkesztő lett az Informația Harghitei nevű újságnál. 1970-ben a Flama című regényét nem publikálták. 1976-ban Nagyszebenben telepedett le és közreműködött a Transilvania és a Tribuna Sibiului nevű újságok szerkesztésében. Még ebben az évben Petru Dumbrăveanuval kiadták a Tentația naturii. Peisajul și portretul în creația artiștilor plastici amatori című kötetet. 1983-ban Legat la ochi című regényét elvitte a Cartea Românească kiadóhoz, de csak négy év múlva, erősen kicenzúrázva, közölték Spirala néven. 1987-től 1990-ig a Transilvania-t szerkesztette. 1994-1996 között főszerkesztő volt az Opinia publică nevű újságnál, majd a nagyszebeni „Lucian Blaga” egyetem újságírói szakának főállású tanára lett. 1998-ban filológiai doktori címet szerzett a Bukaresti Egyetemen Mit și religie în tradiția românească című dolgozatával. 2002-ben Alexei Rudeanuval szerkesztette a Cetatea literară – revista scriitorilor români de pretutindeni internetes újság első számát. Ugyanebben ez évben az Academia Româno-Americană de Arte și Științe levelező tagjává választotta. 2002. december 12-én egy súlyos betegség következtében eltávozott az élők sorából Füzesmikolán.

## Művei
- Flama, 1970, kiadatlan regény
- Spirala, Cartea Românească, 1987 (második kiadás: Legat la ochi, Ecclesia, Füzesmikola, 2007)
- Zeul din labirint – Sibiu, decembrie 1989, Nagyszeben, 1992
- Constelația magicului – o viziune românească asupra misterului existențial, UCN, Naszód, 1994
- Cărțile Eptimahice (versek, a szerző grafikájával), Nagyszeben, 1996
- Anima dr. Telea. Timp și destin la Noul Român, Ecclesia, Nagyszeben, 1996
- Creștinismul cosmic – o paradigmă pierdută? Mit și ortodoxie în tradiția românească,Sæculum, Nagyszeben, 1999
- Călătoria de sâmbătă, Ecclesia, 2004, versek
- Elegiile Orhideei, Ecclesia, 2004, verses alkotás
- Interviu transfinit. Mircea Ivănescu răspunde la 286 de întrebări ale lui Vasile Avram, Ecclesia, 2004, interjúanyag
- Fiul apocrif, Ecclesia, 2005
- Chipurile Divinității. O hermeneutică a modelelor teofanice în spațiul sud-est european (ortodox), Ethnologica, Nagybánya, 2006